# Réserve naturelle de Norrängsskogen
La réserve naturelle de Norrängsskogen (en suédois : Norrängsskogens naturreservat) est une réserve naturelle de l'archipel de Stockholm dans le comté de Stockholm en Suède,,.

## Présentation
Située dans la commune de Norrtälje, la zone naturelle est protégée depuis le 29 décembre 2014 et s'étend sur 57 hectares dont 46 hectares de terres et 11 hectares d'eau.
La réserve est située sur la côte, dans la partie nord-est de l'île de Singö. 
La réserve se compose d'une forêt de conifères et d'une forêt d'épicéas ainsi que d'arbres à feuilles caduques.
De petits marécages boisés sont dispersés sur la zone et augmentent encore la variété. Plusieurs structures dans la forêt indiquent que le pâturage forestier a eu lieu dans la région jusqu'au XX0e siècle, notamment une une strate arbustive relativement clairsemée. Une coupe rase de sept hectares datant des années 1990 est incluse dans la réserve comme zone de renforcement.
À l'est, il y a une forêt de landes sur les affleurements, avec une quantité inhabituellement grande de bois mort pour une forêt de landes à croissance lente. Les pins sont d'âges et de tailles variés, et plusieurs sont très tordus et noueux avec l'âge. Par temps pluvieux, les collines brillent d’un gris-vert clair grâce à l’abondante couverture de lichens.